# Christer Hult
Christer Hult (født 4. juni 1946) er en svensk tidligere fodboldspiller (forsvarer). Han spillede 13 kampe og scorede to mål for det svenske landshold.

## Titler
Svenska Cupen
- 1968 med IFK Norrköping